# Bruce Mouat
Bruce Mouat, född 27 augusti 1994 i Edinburgh, Skottland, är en curlingspelare som representerar det skotska och brittiska landslaget.

## Biografi
Bruce Mouat har medverkat vid de olympiska vinterspelen 2022 där han tillsammans med det brittiska laget tog silver i curlingens lagtävling. I VM har tagit ett guld, ett silver och ett brons. i EM har han tagit fyra guldmedaljer och en silvermedalj.